# Bruno Saint Hubert français
Bruno Saint Hubert français är en hundras från Frankrike som är en braquehund och drivande hund. Den anses vara en fransk variant av schweiziska stövare typ jura men är lägre och tyngre och liknar en blodhund (chien de Saint Hubert) av mindre storlek.

## Historia
Bruno Saint Hubert français har avlats fram från en äldre typ av jurastövare kallad Saint Hubert. Jurastövare är en variant av hundrasen schweiziska stövare. Denna typ skall vara känd sedan medeltiden. I Frankrike har uppfödare arbetat med att återuppbygga stammen och detta har resulterat i att dessa har kommit att erkännas som en egen ras av Société centrale canine, och denna ras har följaktligen Frankrike som ursprungsland.

## Egenskaper
Bruno Saint Hubert français driver hare och räv, och de används även vid jakt på vildsvin. De skall vara skickliga eftersökshundar, och skall kunna följa otydliga doftspår över den ojämna terrängen i Jurabergen.

## Utseende
Dess storlek är mindre än jurastövare, men de är tyngre. De har ett brett huvud och tunga rynkor, som skiljer dem från schweiziska stövare, och anses tyda på släktskap med blodhund. En vuxen bruno Saint Hubert français kan väga från 18 till 25 kg och är 47–59 cm hög.